# Victoria Tauli-Corpuz
Victoria Tauli-Corpuz é consultora de desenvolvimento e activista indígena internacional da etnia Kankana-ey Igorot. Como relatora especial da ONU, ela foi encarregada de investigar supostas violações dos direitos dos povos indígenas e promover a implementação de padrões internacionais relativos aos direitos dos povos indígenas. Ela continuou no cargo de relatora especial até março de 2020.
Ela é a conselheira indígena e de género da Rede do Terceiro Mundo, e membro do Comité Consultivo das Organizações da Sociedade Civil do Programa das Nações Unidas para o Desenvolvimento.

## Reconhecimento
Tauli-Corpuz foi incluída numa lista de dez pessoas que tiveram um papel importante nos desenvolvimentos científicos em 2021, compilada pela revista científica Nature.